# Uvá (rijeka)
Uvá je rijeka u Kolumbiji, pritoka rijeke Guaviare. Pripada porječju rijeke Orinoco.